# Élections générales espagnoles de novembre 2019 à Melilla
Les élections générales espagnoles de novembre 2019 (en espagnol : Elecciones generales de España de noviembre de 2019) se tiennent le dimanche 10 novembre 2019 afin d'élire les 350 députés et 208 des 266 sénateurs de la XIVe législature des Cortes Generales. 1 député est élu à Melilla.

## Résultats
| Parti                  | Parti                                    | Voix   | %     | +/-  |  |
| ---------------------- | ---------------------------------------- | ------ | ----- | ---- |  |
|                        | Parti populaire (PP) (sortant)           | 9 136  | 29,54 | 5,58 |  |
|                        | Coalition pour Melilla (CpM)             | 8 955  | 28,95 | 8,64 |  |
|                        | Vox                                      | 5 692  | 18,40 | 1,20 |  |
|                        | Parti socialiste ouvrier espagnol (PSOE) | 5 087  | 16,45 | 4,25 |  |
|                        | Ciudadanos (Cs)                          | 917    | 2,96  | 9,93 |  |
|                        | Unidas Podemos (UP)                      | 809    | 2,62  | 1,21 |  |
|                        | Les Verts (Verdes)                       | 101    | 0,33  | Nv.  |  |
|                        | Pour un monde + juste (PUM+J)            | 31     | 0,10  | 0,02 |  |
|                        | Recortes Cero-Grupo Verde (RC-GV)        | 19     | 0,06  | 0,23 |  |
|                        | Vote blanc                               | 185    | 0,60  | 0,10 |  |
|                        |                                          |        |       |      |  |
| Suffrages exprimés     | Suffrages exprimés                       | 30 932 | 99,23 |      |  |
| Votes nuls             | Votes nuls                               | 240    | 0,77  |      |  |
| Total                  | Total                                    | 31 172 | 100   | -    |  |
| Abstention             | Abstention                               | 28 325 | 47,61 |      |  |
| Inscrits/Participation | Inscrits/Participation                   | 59 497 | 52,39 |      |  |